# 공적자금관리위원회
공적자금관리위원회(公的資金管理委員會, Financial Services Commission)는 글로벌 금융위기 극복과 금융산업 구조조정 등을 위하여 조성된 공적자금을 보다 공정하고 투명하게 운영하기 위하여 설립된 대한민국 금융위원회 소속의 합의제 행정기관이다. 위원장은 금융위원회 위원장과 위원 중에서 호선하는 1인이 공동으로 맡으며 차관급 위원 6인을 더하여 총 8인의 위원으로 구성된다. 서울특별시 영등포구 여의대로 97번지에 위치하고 있다.

## 설립 근거
- 공적자금관리특별법

## 주요 업무
- 공적자금의 사용, 회수 후 재사용 등 운용에 관한 총괄·기획에 관한 사항
- 공적자금 지원 대상 금융회사등 또는 기업의 선정 원칙에 관한 사항
- 공적자금 지원 대상 금융회사등의 자구노력과 손실분담 등 공적자금 지원 원칙에 관한 사항
- 공적자금 지원 실적의 정기적 점검에 관한 사항
- 공적자금을 지원받은 금융회사등의 사후관리 원칙과 사후관리 체제에 관한 사항
- 공적자금을 지원받은 금융회사등의 사후관리 상황의 정기적 점검에 관한 사항
- 다음 각 목에 해당하는 기관이 보유하는 주식 등 자산의 매각 등 공적자금 회수에 관한 사항
  - 정부
  - 「예금자보호법」에 따른 예금보험공사
  - 「금융기관부실자산 등의 효율적 처리 및 한국자산관리공사의 설립에 관한 법률」에 따른 한국자산관리공사
  - 「한국정책금융공사법」에 따른 한국정책금융공사
- 공적자금과 관련된 법령 또는 규정의 제정·개정에 관한 사항
- 그 밖에 공적자금의 사용 및 사후관리 등 공적자금의 효율성 제고에 관한 사항으로서 대통령령으로 정하는 사항

## 위원 구성
위원회는 다음 각 호의 위원으로 구성한다.
- 금융위원회 위원장
- 기획재정부 차관
- 국회 소관 상임위원회에서 추천하는 경제전문가로서 금융위원회 위원장이 위촉하는 2인
- 법원행정처장이 추천하는 법률전문가로서 금융위원회 위원장이 위촉하는 1인
- 「공인회계사법」에 따라 설립된 한국공인회계사회 회장이 추천하는 회계전문가로서 금융위원회 위원장이 위촉하는 1인
- 사단법인 전국은행연합회 회장이 추천하는 금융전문가로서 금융위원회 위원장이 위촉하는 1인
- 「상공회의소법」에 따라 지식경제부 장관의 인가를 받아 설립된 대한상공회의소 회장이 추천하는 경제전문가로서 금융위원회 위원장이 위촉하는 1인

### 위원장
위원회의 위원장은 공동으로 한다.
- 금융위원회 위원장
- 위원 중에서 호선(互選)하는 1인

## 조직

### 민간위원(6인)

#### 사무국
- 운용기획팀
- 회수관리팀

## 공적자금제도

### 조성 배경
1997년 말 외환위기 전후로 발생한 대기업의 연쇄부도로 금융기관의 부실채권비율이 급격히 늘어났고 이는 금융기관들의 금융 중개기능의 마비와 실물경제의 침체가 상호 악순환 하는 구조적인 국가위기상황을 가져왔다. 이러한 상황에서는 기존 대응방안처럼 유동성공급의 확대나 부분적인 금융제도 개선만으로는 경제위기 극복이 불가능한 상황이었기에 정부는 경제위기를 극복하기 위해 종합적이고 체계적인 금융구조개혁 프로그램을 마련하였고 동 프로그램 하에 공적자금을 조성하여 신속히 금융구조조정을 추진하는 것이 불가피하였다.

### 지원 현황
공적자금은 주로 예금보험공사와 자산관리공사가 발행한 채권으로 조성되었지만 정부가 국회동의를 받아 채권의 원리금 상환에 대하여 지급보증을 하고 있기 때문에 만약 두 공사가 만기 도래하는 채무를 상환하지 못할 경우에는 최종적으로 재정의 손실로 이어질 수밖에 없다. 따라서 금융구조조정을 위해 불가피하게 공적자금을 투입하더라도 국민의 부담을 최소화하기 위해서는 공적자금 지원결정 단계에서 최소비용의 원칙과 손실분담의 원칙 등이 적정하게 준수되는지 철저하게 점검할 필요성이 있다.

### 지원 원칙
공적자금은 공적자금관리특별법 등 관련 법률에 근거하여 그간 공적자금관리위원회, 금융위원회, 예금보험공사, 자산관리공사 등 관련기관의 유기적인 협조 하에 지원되고 있다. 특히 예금보험공사와 자산관리공사는 각각 금융기관에 대한 출자, 출연, 예금대지급과 부실채권 매입의 실무를 담당하고 있다. 2008년 6월말까지 금융구조조정을 위해 지원된 공적자금은 총 168.5 조원으로 이를 자금 지원 주체 별로 살펴보면 예금보험공사 110.7조원, 자산관리공사 38.6조원, 정부 등이 19.1조원으로 나타났다. 실제 2003년 이후 공적자금 운용은 투입된 공적자금의 신속한 회수와 원활한 상환위주로 운용되도록 하였다. 2008년 말 글로벌 금융위기로 인하여 금융 및 실물경제에 어려움을 겪고 있어 부득이하게 국회의 승인을 얻어 금융 및 기업구조조정에 한하여 공적자금을 지원하고 있다.

### 자금 회수

#### 예금보험공사가 지원한 공적자금
예금보험공사의 경우 출자 방식으로 지원된 공적자금은 출자로 인해 취득한 공적자금 투입 금융기관의 보유지분을
매각함으로써 회수하고 있다. 출연·예금대지급으로 지원된 공적자금은 예금보험공사가 해당금융기관의 파산 절차에 참여하여 파산배당금을 수령해 공적자금을 회수하게 된다. 부실금융기관 등으로부터 자산을 매입하는 방식으로 공적자금이 지원된 경우에는 동 자산을 매각함으로써 공적자금을 회수하게 된다. 예금보험공사는 부실금융기관정리 등을 통한 공적자금 회수업무를 원활히 추진하기 위해 예금자보호법에 따라 정리금융공사를 설립하여 파산재단으로부터 인수한 자산관리와 부실자산매각 업무를 담당시키는 등 보유 자산 별 특성에 따라 다각적인 매각노력을 진행하여 오고 있다.

#### 자산관리공사가 지원한 공적자금
자산관리공사의 공적자금 회수는 금융기관으로부터 매입한 부실채권을 다양한 방법을 통해 매각함으로써 이루어지는데 이를 위해 부실채권을 일반채권, 특별채권, 대우채권 및 워크아웃채권으로 구분하여 관리·매각하고 있다. 우선, 일반채권의 경우 담보부채권은 경매 및 공매, 자산유동화증권(ABS)발행, 국제입찰방식으로 정리하고, 무담보채권은 채무조정을 통한 자진변제유도, 은닉재산의 발견을 통한 강제집행 등의 방법으로 정리하고 있다. 특별채권의 경우 미인가 채권은 회사정리상황을 조사하여 회사정리절차 진행상태에 맞는 매각계획을 수립한 후 관리하고 있고, 인가채권은 환매권 유무에 따라 각각 ABS 발행 및 인가계획상환에 따른 회수와 국제입찰방식에 의한 정리를 원칙으로 하고 있다.

### 사후 관리

#### 경영정상화 이행 약정(MOU) 관리
공적자금 투입 금융기관에 대한 MOU 관리 업무는 출자금융회사 임직원의 도덕적 해이 방지와 건전경영유도를 통해
기업가치를 제고하여 공적자금 회수를 극대화하는데 그 목적을 두고 있다. 예금보험공사는 출자금융기관의 경영정상화 진행 정도를 고려하여 자율 책임경영 체제가 확립되는 방향으로 MOU 관리 업무를 지속적으로 개선하고 있다. 아울러, MOU 이행에 대하여는 매 분기별로 점검하여 그 실적을 평가하고 이행실적이 부진한 사항에 대해서는 제재 및 시정조치 등을 통하여 개선하도록 하고 있다.

#### 파산재단의 관리
부실금융기관의 경영정상화가 곤란하여 예금대지급 등으로 공적자금을 투입한 경우 예금보험공사가 청산인 또는 파산관재인으로 직접 참여하여 채권회수 및 파산재단의 효율적 운영에 최선을 다하고 있다. 특히 보유자산의 처분 등으로 파산재단 보유 잔여자산은 줄어들게 되나, 관리비·인건비 등 파산재단의 관리비용은 절감이 쉽지 않은 점을 고려해 예금보험공사는 파산절차 조기종결 시스템을 구축하여 운영하고 있다. 2008년 6월말 현재 공적자금이 투입된 441개 파산재단 중 총 433개의 재단 보유자산에 대한 일괄매각 등을 통해 2조2,170억 원의 자금을 배당으로 조기 회수하였으며, 사무실 및 업무보조인 정리 등을 통해 파산재단 운영경비를 절감함으로써 공적자금 회수 극대화에 기여하고 있다.

#### 부실책임자에 대한 책임 추궁
예금보험공사는 부실금융기관 및 부실채무기업에 대한 부실책임조사를 실시하여 부실책임을 추궁하고 있다. 부실책임의 추궁은 과거의 잘못된 경영관행을 바로 잡고, 향후 기업·금융부실이 발생하지 않도록 책임을 담보함으로써 투입된 공적자금의 회수 극대화 및 공적자금 투입의 사전방지라는 차원에서 중요한 역할을 하고 있다. 이를 위해 정부는 예금자보호법 개정 등 관련법령을 개정하여 부실책임추궁이 효율적으로 이루어지도록 지속적으로 노력을 강화하고 있다.

## 같이 보기
- 예금보험공사
- 한국자산관리공사
- 한국정책금융공사